# 豊前田

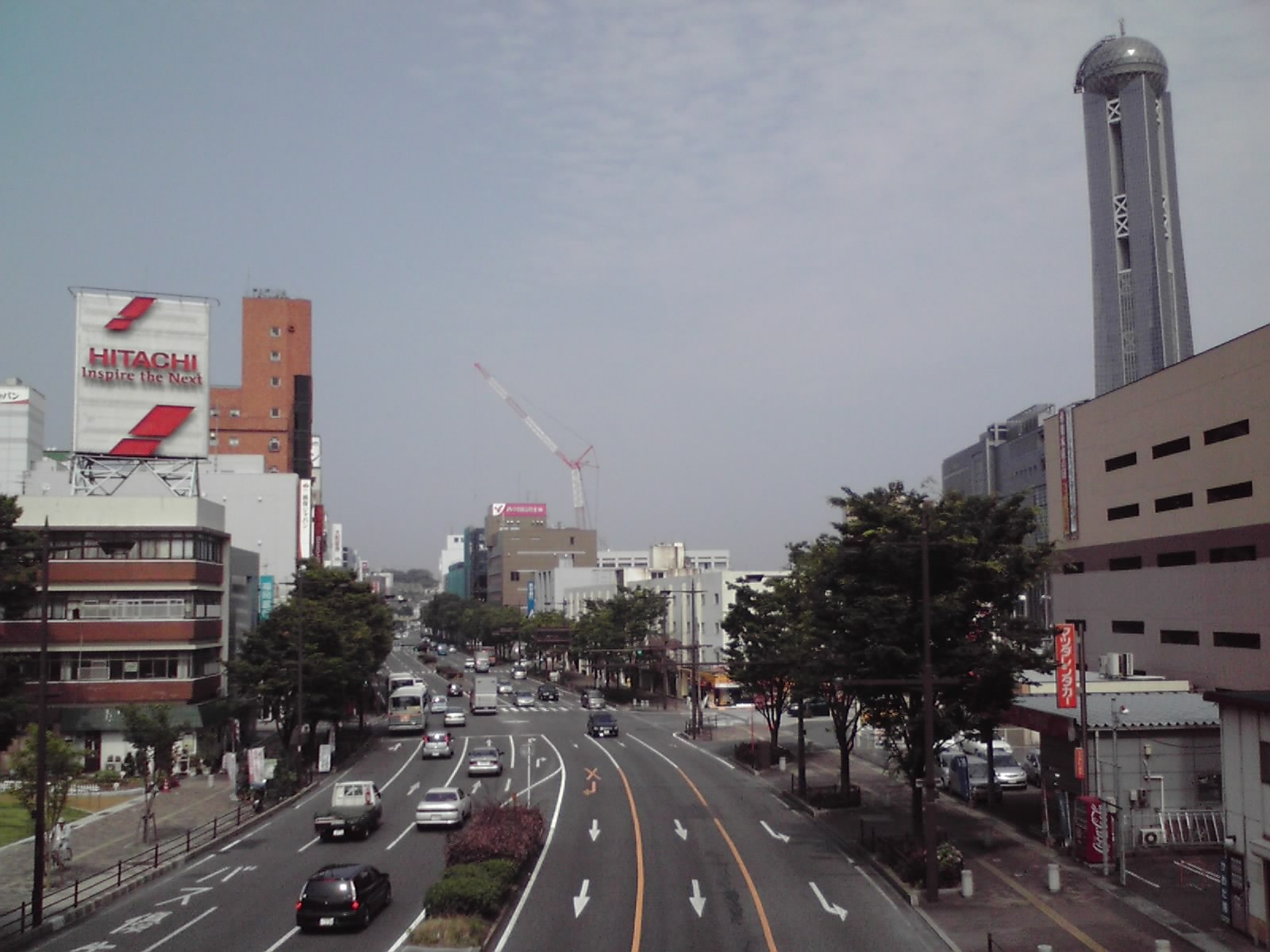
国道9号沿いの豊前田地区の街並み。右に海峡ゆめタワーが見える。なお、国道を挟んで左手には豊前田商店街がある。

豊前田（ぶぜんだ、Buzenda）とは山口県下関市にある地名である。山口県最大の歓楽街である。

## 概要
JR下関駅の東側、国道9号の北に平行する豊前田商店街（晋作通り）の周囲に飲み屋や料理店などが多く存在する。この一帯が長府藩の家老であった細川氏の領地であり、細川氏が豊前国小倉出身であったことから「豊前田」の名が名付けられたという。なお、「晋作通り」の名は、幕末の志士・高杉晋作にちなむもの（豊前田通りを抜けたところにある日和山公園に高杉の像が建っている）。晋作通り一帯は映画『チルソクの夏』のロケ地にもなった。

## 豊前田町
地名としての「豊前田町」は国道9号北部の福仙寺・紅葉稲荷周辺から晋作通り沿いを経て国道9号沿い、さらにはその海側のエリアに跨る。晋作通り周辺の歓楽街の大半が豊前田町2丁目にあたり、その北方が豊前田町1丁目、国道より南側が豊前田町3丁目にあたる。国道沿いには隣の細江町にかけてはオフィスビルが多く立ち並ぶ。豊前田町3丁目は国鉄清算事業団が売却した旧細江ヤード跡地の再開発によって整備されたエリアであり、コンベンションセンターである山口県国際総合センターを中心として街区が形成されている。
国道9号沿いでは、市民が道路愛護ボランティアとして沿道に花を植えており、「海峡花通り」と命名されている。海峡花通りは「下関花いっぱい計画」で、平成16年度手づくり郷土賞（地域活動部門）受賞。

## 主要施設
公共施設

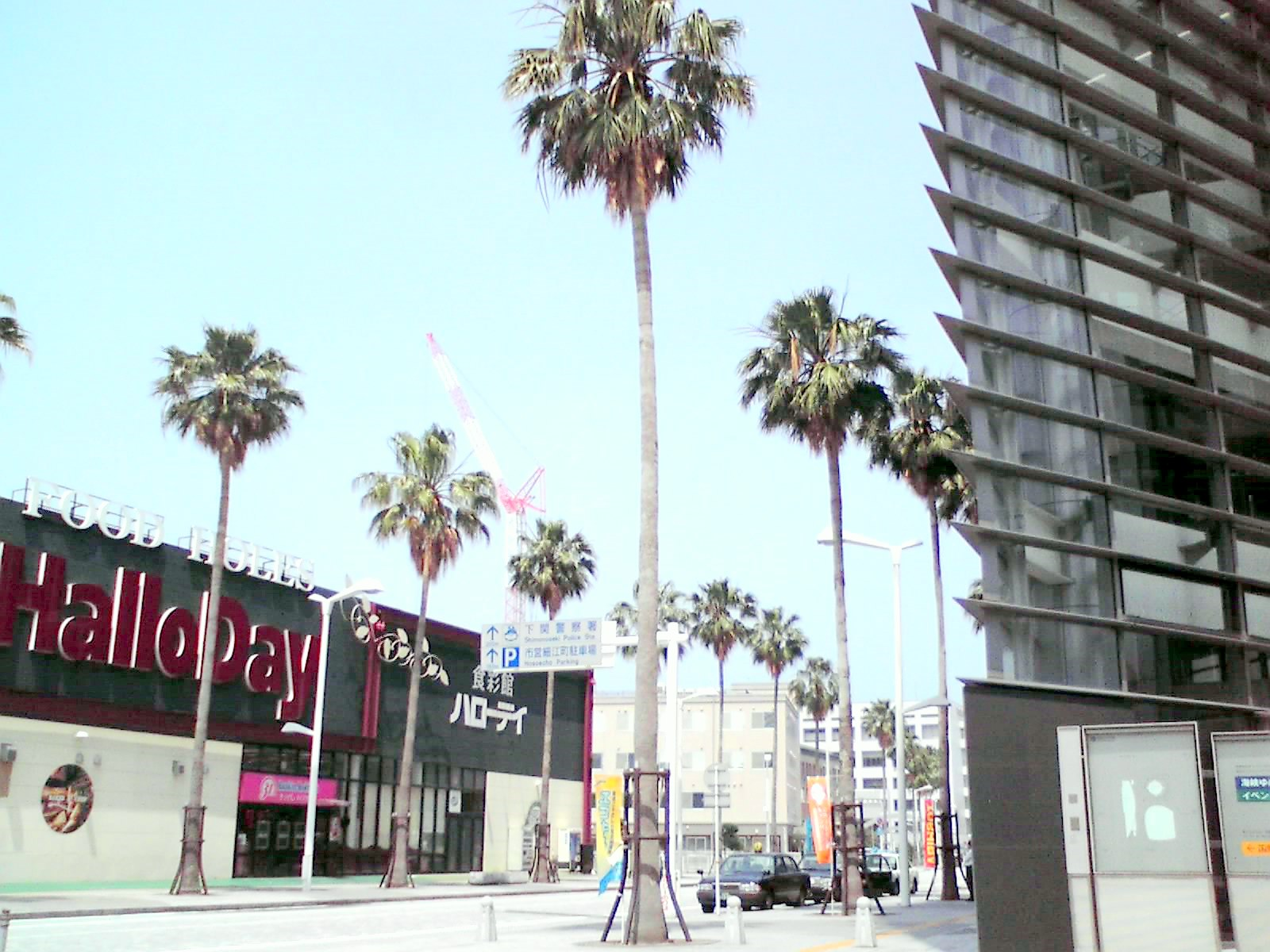
豊前田町3丁目付近の写真。右側の建物は山口県国際総合センター。（撮影日:2009年6月13日）

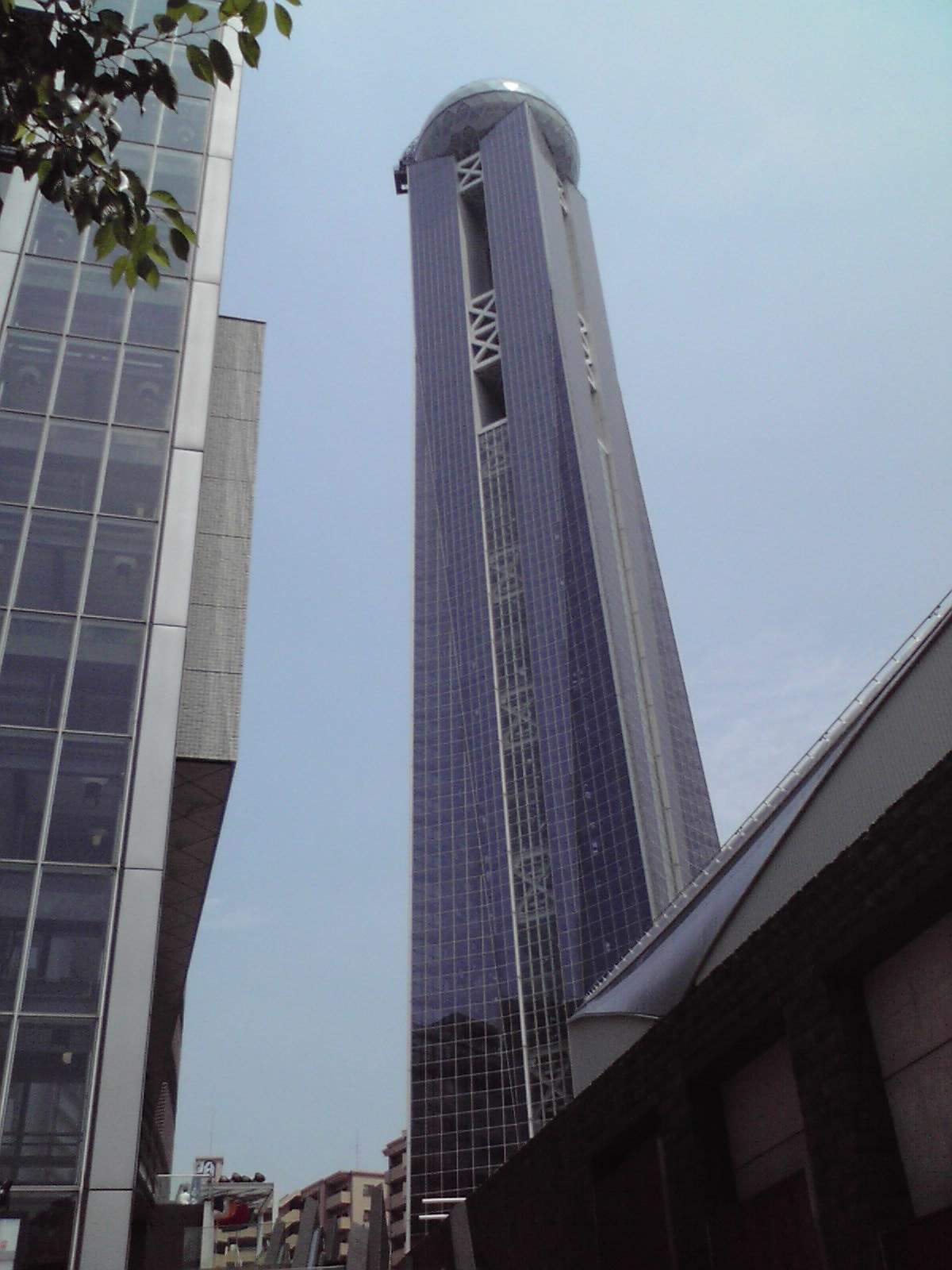
海峡ゆめタワー（山口県国際総合センター内）（撮影日:2009年6月13日）

- 山口県国際総合センター（海峡メッセ下関・海峡ゆめタワー・展示見本市会場・海峡ゆめ広場）
  - ワイエム証券本店
  - NHK下関支局
  - 山口朝日放送下関支社
  - ジェトロ山口
  - パスポートセンター
  - ゆうちょ銀行山口地域センター
  - 山口県日中経済交流促進協会　など

- 下関豊前田郵便局

商業施設
- 豊前田商店街（晋作通り）
  - 飲み屋や飲食店などが密集している歓楽街。豊前田商店街以外にも2丁目エリアの各所に飲み屋などが数多く出店しており、下関名物のフグやクジラなどが味わえる店もある。また、昼間は主にカフェや飲食店のほか、生活雑貨を売る店などが営業している。

- ハローデイ海峡ゆめタワー前店
- エディオン下関店
- DAISOデオデオ下関店　など

宿泊施設
- 東横イン下関駅東口
- ドーミーインPREMIUM下関
  - 宿泊施設は主に豊前田町周辺のJR下関駅（竹崎町）や唐戸などに多くある。

企業
- 西京銀行下関支店
- 西中国信用金庫別館
  - にししんビジネス（労働者派遣業）
  - にししんギャラリー（市民向けに提供されている画廊）

- 福岡銀行下関支店
- 損保ジャパン下関ビル　など

## イベント
豊前田に関連するイベント（祭り）としては、主に以下3つが挙げられる。
- しものせき海峡まつり（5月）
- 馬関まつり（8月、山口県最大の祭り）
- 下関海響マラソン（11月）

## 交通
電車
- JR下関駅下車

路線バス
- サンデン交通「豊前田」バス停下車

車
- 下関市細江町駐車場 など

国際航路
- 下関港国際ターミナル（釜山、光陽、青島、蘇州太倉行きのフェリー発着地）